# Andreas Schjelderup
Andreas Rædergård Schjelderup (født 1. juni 2004) er en norsk professionel fodboldspiller, som spiller for Primeira Liga-klubben Benfica og Norges landshold.

## Klubkarriere

### FC Nordsjælland
Schjelderup begyndte sin fodboldkarriere hos Bodø/Glimts ungdomsakademi. Han trak i 2020 stor interesse fra mange klubber på tværs af Europa før at han valgte at skifte til FC Nordsjælland.
Han blev efter vinterpausen 2021 rykket op på førsteholdet, og gjorde sin førsteholdsdebut den 7. februar 2021. I en alder af 16 år og 248 dage blev han hermed den 13. yngste spiller nogensinde til at spille i Superligaen. Den 21 marts scorede han sit første mål for førsteholdet, og blev hermed den yngste målscorer for FCN i Superligaen nogensinde, samt den fjerde yngste målscorer i Superligaen nogensinde.

### Benfica
Schjelderup skiftede i januar 2023 til portugisiske Benfica, for en pris på 105 millioner kroner.

#### Leje tl Nordsjælland
Efter at det ikke havde lykkedes Schjelderup at etablere sig hos Benfica, blev han i september 2023 lejet tilbage til FC Nordsjælland i søgen af mere spilletid.

## Landsholdskarriere

### Ungdomslandshold
Schjelderup har repræsenteret Norge på flere ungdomsniveauer.

### Seniorlandshold
Schjelderup debuterede for Norges landshold den 5. juni 2024.